# ایپسونیز
ایپسونیز
شهر ایپسونیز (به روسی: Ύψωνας) در ناحیه لیماسول در کشور قبرس واقع شده‌است. جمعیت این شهر ۷٫۳۴۸ نفر است.